# 钛酸
钛酸是一类由钛、氢和氧组成的化合物，通式为 [TiOx(OH)4−2x]n。 它们主要描述于较早的文献中，已经合成了各种简单的钛酸。这些材料都没有晶体学和只有很少的光谱学支持。一些较老的文献，包括 Brauer's Handbook ，把 TiO2 也视作一种钛酸。

## 各种钛酸
- 偏钛酸 (H
2TiO
3)[2]
- 原钛酸 (H
4TiO
4)[3]被描述为白色盐状粉末，类似 TiO2·2.16H2O[4]
- 过氧钛酸 (Ti(OH)
3O
2H) 被描述为可以由二氧化钛和硫酸和过氧化氢反应生成的黄色固体。它会散发 O2并分解。[5]
- 高钛酸 (TiO(H2O2)2+)[6]

## 扩展阅读
- C.K. Lee;  et al. . Journal of Sol-Gel Science and Technology. 2004, 31 (1–3): 67–72. S2CID 98144172. doi:10.1023/B:JSST.0000047962.82603.d9.